# Blandyna Kaniewska-Wójcik
Blandyna Janina Kaniewska-Wójcik (ur. 26 czerwca 1948 w Kluczewie Pomorskim, zm. 4 lutego 2008 w Warszawie) – polska konserwatorka dzieł sztuki, kierowniczka Pracowni Konserwacji Malarstwa Sztalugowego Muzeum Narodowego w Warszawie (1988–2007).

## Życiorys
Córka Hieronima Kaniewskiego, stomatologa, i Władysławy z Janiszewskich. Absolwentka Wydziału Konserwacji i Restauracji Dzieł Sztuki Akademii Sztuk Pięknych w Warszawie (1976, dyplom z wyróżnieniem w zakresie konserwacji malarstwa i rzeźby polichromowanej, praca magisterska Konserwacja krucyfiksu klasztornego z kościoła w Lubomierzu, 1400–1410). W latach 1976–1985 wykładowca na tymże
wydziale w Pracowni Konserwacji Malarstwa. W latach 1985–1986 przeprowadziła konserwację obrazu Św. Anna nauczająca Marię z kościoła parafialnego św. Jacka w Horodle.
W Muzeum Narodowym w Warszawie pracowała w latach 1985–2007, od 1988 jako kierowniczka Pracowni Konserwacji Malarstwa Sztalugowego. Była autorką nowej metody wzmacniania obrazu przezroczystym laminatem zamiast płóciennymi łatami, stosowanej w pracowni konserwacji Muzeum Narodowego w Warszawie i wprowadzonej do dydaktyki na Wydziale Konserwacji i Restauracji Dzieł Sztuki Akademii Sztuk Pięknych, a także metody ekstrakcji masy woskowo-żywicznej stosowanej do konserwacji obiektów na podłożach płóciennych. Publikowała artykuły naukowe o tematyce konserwatorskiej. Członkini Związku Polskich Artystów Plastyków.
W latach 1995–1999 kierowała pracami konserwatorskimi projektu „Serenissima – Światło Wenecji”, zakończonego wystawą, która otrzymała nagrodę „Sybilla 1999” przyznawaną za najważniejsze wydarzenia polskiego muzealnictwa. Wystawa „Serenissima – Światło Wenecji” została również uhonorowana nagrodą Generalnego Konserwatora Zabytków za dokonania z zakresu konserwacji (1999), a Muzeum Narodowe w Warszawie otrzymało za nią nagrodę Ministra Kultury i Dziedzictwa Narodowego „za trzyletni nowatorski program badań technologicznych towarzyszący konserwacjom obrazów weneckich z kolekcji Muzeum” (1999). Noty konserwatorskie opracowane przez Blandynę Kaniewską-Wójcik stanowiły część katalogu wystawy opublikowanego przez Muzeum Narodowe w Warszawie (1999).
Zamężna z Jacentym Wójcikiem, miała troje dzieci: syna Ambrożego oraz córki Aleksandrę i Agnieszkę. Pochowana na cmentarzu Bródnowskim w Warszawie (kwatera 74A-5-32).

## Niektóre realizacje konserwatorskie
- Portret Stanisława Augusta z klepsydrą i  Anna Szaniawska Marcella Bacciarellego
- Madonna z Dzieciątkiem Petera Paula Rubensa
- Wenus i Amor Parisa Bordone
- Koncert wiejski Giovanniego Carianiego
- Nawiedzenie Bernarda Strozziego
- Adam i Ewa Jacoba Jordaensa
- Portret dziewczyny z atrybutami Diany Abrahama van den Tempel
- Arka Noego Roelandta Savery’ego
- Gra w karty Theodoora Rombouts’a
- Studium akademickie Jeana-Auguste’a-Dominique’a Ingres’a
- Edyp i Antygona Aleksandra Kokulara
- Przeszłość grzesznika Franciszka Żmurki
- Ganges Jana Ciąglińskiego
- Dzieci w ogrodzie i Krajobraz z Sobótki Władysława Podkowińskiego
- Portret Stefana Połczyńskiego Józefa Pankiewicza
- Ogrodnicy Ludomira Sleńdzińskiego
- Żywioł ognia i Żywioł wody Zofii Stryjeńskiej
- Poczekalnia i Rozstrzelanie Andrzeja Wróblewskiego
- zespół obrazów Paula Sérusiera[1]
- Portret Leona Chwistka Stanisława Ignacego Witkiewicza[9]

## Odznaczenia i nagrody
- Medal Pamiątkowy im. prof. Bohdana Marconiego (1976)[1]
- Medal im. prof. Stanisława Lorentza (1999)[1]
- Srebrny Krzyż Zasługi (2002)[10]